# Howling Lions and Circus Queens
Howling Lions and Circus Queens è un cortometraggio muto del 1919 diretto da Vin Moore.

## Produzione
Il film fu prodotto dalla Century Film.

## Distribuzione
Distribuito dall'Universal Film Manufacturing Company, il film - un cortometraggio in due bobine - uscì nelle sale cinematografiche USA il 25 giugno 1919.